# Bokariru
Bokariru är en holme i Marshallöarna.   Den ligger i kommunen Maloelap, i den nordöstra delen av Marshallöarna, 160 km norr om huvudstaden Majuro. Bokariru ligger 6 meter över havet.